# Rattus rattus
La rata negra (Rattus rattus), también conocida como rata de barco, rata del tejado, rata común, o pericote, es una especie de roedor miomorfo de la familia Muridae. 
Esta especie es originaria de Asia tropical, pero colonizó Europa en el siglo VIII, y desde allí se dispersó por el resto del mundo, adaptándose a casi todos los hábitats, aunque predomina en los ambientes cálidos.
Está incluida en la lista de las 100 de las especies exóticas invasoras más dañinas del mundo, confeccionada por la Unión Internacional para la Conservación de la Naturaleza.

## Características
Su cuerpo mide de 16 a 22 cm de longitud, y la cola, sin pelos y cubierta de escamas en anillo, de 17 a 24 cm. Su peso es de entre 150 y 250 g. El hocico tiene forma de punta. El manto es negro o gris. Viven de dos a tres años.

## Historia natural

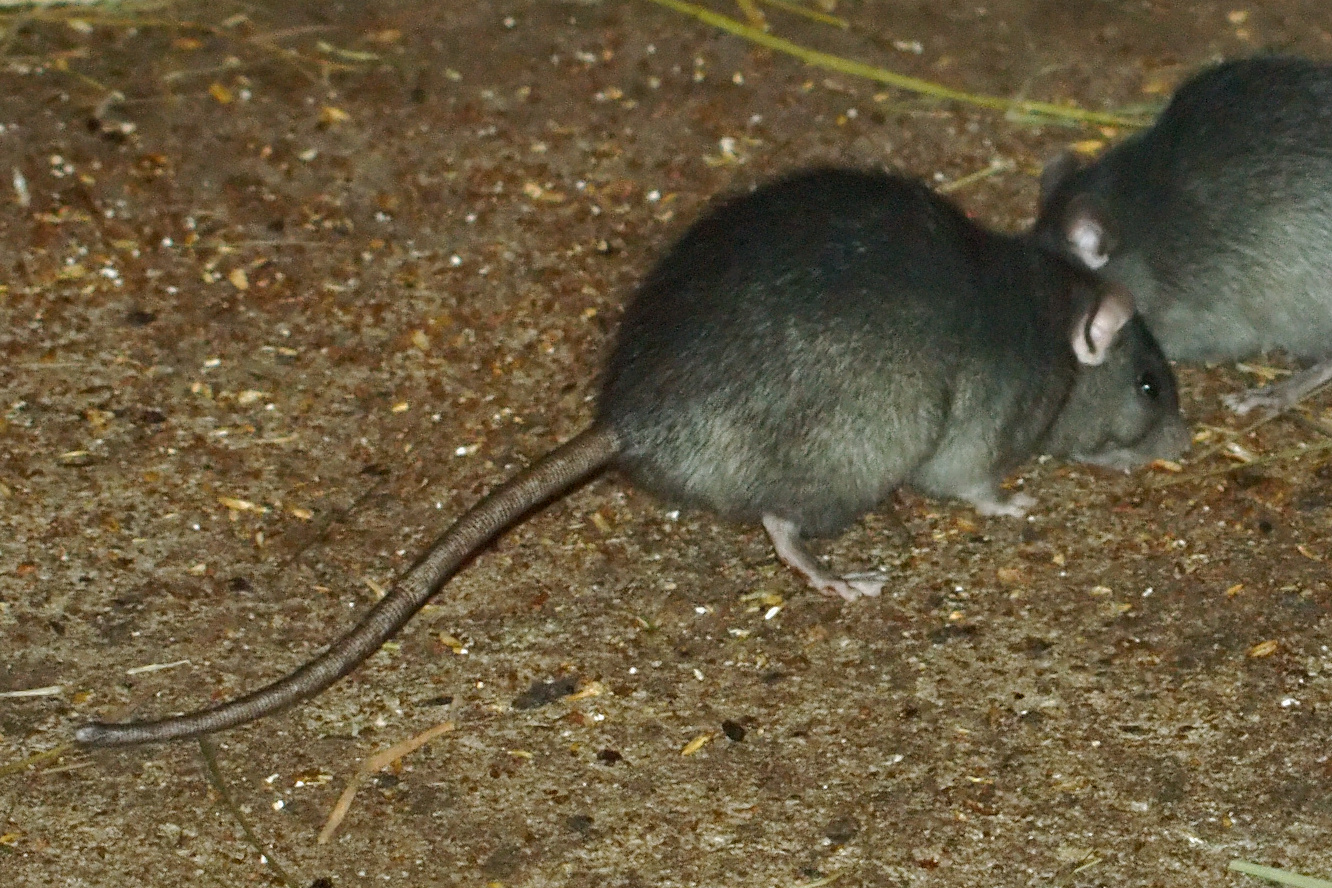
Una rata negra o rata de tejado (Rattus rattus), fotografiada en el zoológico Hagenbeck en Hamburgo, Alemania.

Se encuentra en los asentamientos humanos y prefiere vivir bajo techo. A diferencia de la rata gris (Rattus norvegicus) es especialista en trepar. Las hembras tienen cinco o seis camadas al año; el tiempo de gestación es de veintiún a treinta días y paren cada vez de cinco a dieciocho crías, que al nacer son ciegas y sin pelo.
Ocasiona problemas económicos y sanitarios. Además de consumir o dañar los alimentos, la rata ha estado asociada a muchas enfermedades como la peste bubónica, transmitida por la pulga que la parasita. Sin embargo, investigaciones recientes han demostrado que las ratas no fueron las principales responsables de la transmisión, sino los propios humanos portadores de pulgas o piojos con la bacteria Yersinia pestis. Las ratas se encuentran entre los animales más ampliamente demonizados y estigmatizados a lo largo de la historia, debido a prejuicios culturales y fobias atávicas, a menudo basadas en el desconocimiento y la superstición.

## Impacto ecológico
En las Islas Canarias, debido a su potencial colonizador y constituir una amenaza grave para las especies autóctonas, los hábitats o los ecosistemas, esta especie ha sido incluida en el Catálogo Español de Especies Exóticas Invasoras, regulado por el Real Decreto 630/2013, de 2 de agosto, estando prohibida en España su introducción en el medio natural, posesión, transporte, tráfico y comercio.

## Mascota
Las ratas negras a veces son mantenidas como mascota.  Sin embargo, la mayoría de las ratas de compañía son ejemplares domesticados de Rattus norvegicus.